# Ezequiel Cirigliano
Ezequiel Adrián Cirigliano (Caseros, 24 januari 1992) is een Argentijns voetballer die als centrale middenvelder speelt. 

## Clubcarrière
Cirigliano debuteerde op 11 april 2010 voor River Plate in de Argentijnse Primera División tegen Atlético Tucumán. Op 18 juli 2013 werd bekend dat Cirigliano tijdens het seizoen 2013/14 wordt uitgeleend aan de Italiaanse promovendus Hellas Verona.

## Interlandcarrière
Cirigliano speelde 13 interlands voor Argentinië -20. Hij was met Argentinië actief op het WK -17 2009 in Nigeria en het WK -20 2011 in Colombia.